# نيتزن

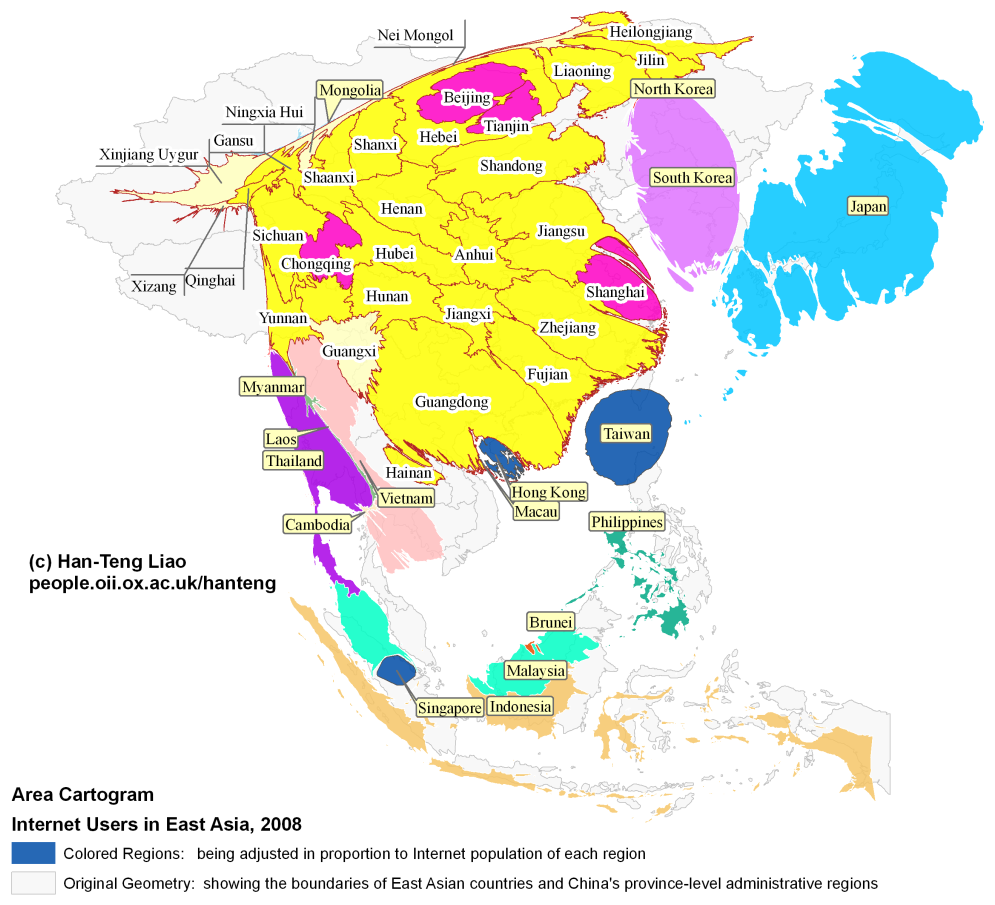

نيتزن هو مصطلح مركب يجمع بين كلمتي إنترنت (net) ومواطن (citizen) بمعنى «مواطن الإنترنت». يستعمل المصطلح لوصف الأشخاص الذين يشاركون بنشاط في مجتمعات الإنترنت أو الإنترنت بشكل عام. كما يشير أيضًا إلى الاهتمام والمشاركة النشطة في تحسين الإنترنت، مما يجعله مصدراً فكرياً واجتماعياً وسياسيا، خاصة فيما يتعلق بالوصول المفتوح، حيادية الإنترنت وحرية التعبير.
اعتمد المصطلح على نطاق واسع في منتصف التسعينات كطريقة لوصف مستخدمي جغرافيا الجديدة للإنترنت. ويرجع الفضل إلى رائد الإنترنت والمؤلف مايكل هاوبن في صياغة وتعميم المصطلح.
في الاستخدام المعاصر، يشير مصطلح نيتزن (مستخدمي الإنترنت) في الغالب إلى مستخدمي الإنترنت الأسيويين في وسائل الإعلام الناطقة باللغة الإنجليزية.

## المصطلح حسب الدول

### الصين
في اللغة الصينية، تستخدم المصطلحات wǎngmín، حرفياً «أناس النت») وwǎngyǒu، حرفياً «أصدقاء النت») للإشارة إلى «مستخدمي الإنترنت»، فيما تستخدم الكلمة الإنجليزية نيتزن من قبل البر الرئيسي في الصين. ترجمة كلا المصطلحين من قبل وسائل الإعلام الناطقة باللغة الإنجليزية أدى إلى الظهور المتكرر للكلمة الإنجليزية في التقارير الإعلامية عن الصين، أكثر بكثير من استخدام الكلمة في سياقات أخرى.

### كوريا الجنوبية
في كوريا الجنوبية، أصبح مستخدمو الإنترنت أو مواطنو الشبكة أول قوة مضادة لكشف الفساد السياسي والاجتماعي والاقتصادي بالبلاد. من أبرزهم النيتزن الخفي زارو الذي كشف بفضل وثائقي تحقيقي أسباب فاجعة انقلاب العبارة الكورية الجنوبية (2014) التي أدت إلى غرق 304 من طلاب المدارس الثانوية مما أحدث ضجة إعلامية شعبية واعتقالات حكومية قدَّم خلالها رئيس الوزراء تشنغ هونغ وون في 27 أبريل استقالته احتجاجا على خلفية تعامل حكومته مع الكارثة، قائلا في بيان مقتضب:«"الاحتفاظ بمنصبي عبء كبير جدًّا على الإدارة. بالنيابة عن الحكومة أعتذر عن مشاكل كثيرة بدءًا من منع وقوع الحادث وانتهاءً بالتعامل المبكر مع الكارثة"». فيما أعلنت الرئيسة باك غن هي أنذاك في 19 مايو حل خفر السواحل وإنشاء وزارة جديدة تقوم بمهامها تحت اسم وزارة السلامة الوطنية.

## جائزة مستخدمي الإنترنت
تمنح المنظمة الدولية «مراسلون بلا حدود» جائزة نيتزن (مستخدمي الإنترنت) السنوية تقديراً لمستخدمي الإنترنت أو المدونين أو المعارضين الإلكترونين أو المجموعات التي ساعدت في تعزيز حرية التعبير على الإنترنت. كما تستخدم المنظمة المصطلح عند وصف القمع السياسي للمعارضين الإلكترونيين، مثل العواقب القانونية للتدوين في البيئات القمعية السياسية.